# パジリク古墳群

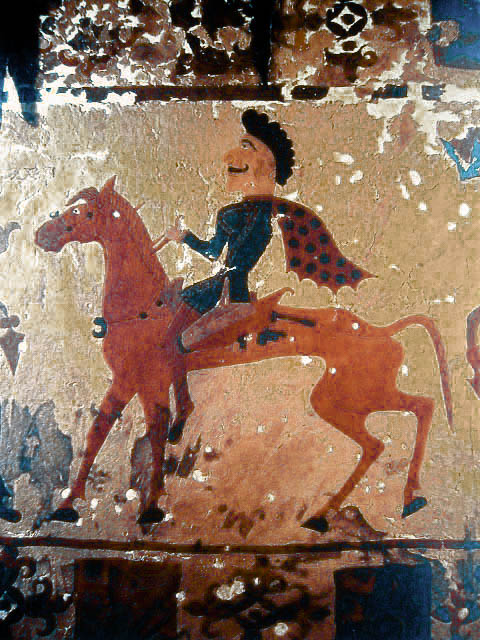
パジリク5号墳出土の壁面覆いに見られる「乗馬する男」

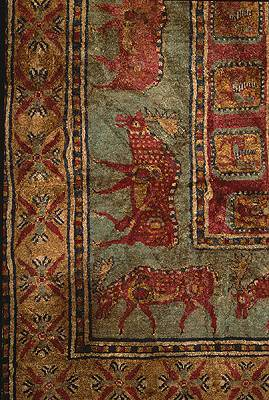
パジリク古墳出土の絨毯。

パジリク古墳群（パジリクこふんぐん）、または、パジリク遺跡（パジリクいせき）とは、ロシア連邦、南シベリアのアルタイ地方中央付近、アルタイ共和国の標高1600mのパジリク河岸にある大型円墳5基、小型円墳9基からなる墳墓（クルガン）群。
1929年にM.P.グリャズノフとS.I.ルデンコ、1947年から1949年にかけてS.I.ルデンコによって大型円墳5基を含む8基の墳墓が発掘調査された。

## 概要
年代については、発掘担当者は紀元前5世紀と考えたが、紀元前3、同2世紀のものと考える研究者もいて論争があり、放射性炭素年代測定では紀元前400±140年の測定値が出ていると報告されていた。2000年にエルミタージュ博物館所蔵のもっとも新しい墳墓と考えられる5号墳出土の織物を改めて測定すると、紀元前383 - 同332年の可能性25.4%、紀元前328 - 同200年の可能性74.6%という測定値が得られ、測定者のG.Bonani、I.Hajdasらの研究グループは紀元前260 - 同250年の年代を与えている。なお、墓室用木材を年輪年代法で検証したところ、大形墳5基は前後48年という短期間に構築されたことが判明していることから、この古墳群の年代は紀元前3世紀前半頃と考えられる。
大型墳は、墳丘の直径24 - 47m、高さは2 - 4mの積石塚でその地下に深さ4 - 5mで広さ50m2ほどの長方形の墓壙を掘り、内部に1.2 - 1.5m、広さ8 - 18m2の墓室を造っている。墓室はカラマツ材の丸太を交互に組んで二重の壁を建て、内部に径1mのカラマツの丸太を刳りぬいた長さ3 - 5mの木棺と副葬品を納める。墓室の天井の上には、馬具を着けた去勢馬が7 - 14頭葬られており、大型墳のうち1基から馬車が出土した。クルガンの墳丘は、さらにそのうえに白樺樹皮、潅木の枝、丸太が敷かれ、土を被せて石が積まれているという構造である。高地で寒冷な気候とクルガンの特別な構造、つまり、流れ込んだ雨水が墳丘の奥深くしみこんで冬の間に凍結したものが、墳墓の盛り土に石が積まれているために夏は熱せられるのを防いでいたことによって、盗掘を受けてはいたものの、造営直後から永久凍土中に、棺内の遺体をはじめ他の条件では腐敗しやすい馬の遺体、あるいはフェルト、織物、皮革、木などの有機物を材料とする遺物が氷づけの状態になって良好に保存されていた。
遺物には、土器や金属製品、木、織物、皮革などを材料とする衣服、生活用具、装身具などがみられた。遺物に用いられる紋様で特に多いのはスキト・シベリア様式というスキタイ独特の動物意匠の紋様で各種の植物をモチーフにした紋様も多く見られる。この遺物に見られる文化の担い手については、議論があり、ルデンコ、M.I.アルタモノフは、イラン系のサカ族で、中国史料でいう月氏であるとしているが、江上波夫らは月氏にしては、北方でありすぎるとしてこれを認めていない。実際の被葬者は、東枕で、墳墓中に男女一組の合葬とするのを原則としたこと、男性は170cm以上、女性は150cm以上と長身で、短頭、毛髪は剛直毛ではなくやわらかで栗色やブロンドがあり、人類学の分類でコーカソイド（ヨーロッパ人種）に属すると思われるが、モンゴロイドの混血がある可能性もあると考えられている。遺体は、脳と内臓、筋肉を除去してミイラとして納めている。男子のうち2号墳で発見された1体には、両手と胸背部及び右足に四足獣や怪獣、魚などを表現した黒色の刺青がある。副葬品には、現存最古と考えられる西アジア産のコリアンダーの種子、西アジアの中でもペルシャ産の精巧な毛織物や絨毯、エジプトからの宝飾品やビーズ、インド洋岸産の子安貝、中国産の青銅鏡、絹織物が、西方のスキタイ文化の系譜に連なる動物文様で飾った遺物に加えて出土し、当時の東西交流の盛んな実態を示す貴重な資料となっている。